# Yerony Liria
Yerony Arturo Liria Carreras (ur. 21 sierpnia 1998) – dominikański zapaśnik walczący w stylu klasycznym. Zajął siódme miejsce na igrzyskach panamerykańskich w 2023. Piąty na igrzyskach Ameryki Środkowej i Karaibów w 2023. Brązowy medalista mistrzostw panamerykańskich w 2024, ósmy w 2023 roku.